# Anomis psamathodes
Anomis psamathodes là một loài bướm đêm trong họ Erebidae.